# Edwin Palmer Hoyt
Edwin Palmer Hoyt, né le 5 août 1923 à Portland et mort le 29 juillet 2005 à Tokyo, est un écrivain américain très prolifique, spécialiste de l'histoire militaire. Jusqu'en 1958, Hoyt travaille dans les médias d'information, après quoi il publie un nombre important d'ouvrages de non-fiction.

## Biographie
Né à Portland dans l'État de l'Oregon, il est le fils de l'éditeur Edwin Palmer Hoyt (1897–1979) et de son épouse, Cecile DeVore (1901–1970). Un frère cadet, Charles Richard, naît en 1928. Hoyt fréquente l'université de l'Oregon de 1940 à 1943.
En 1943, le père de Hoyt, rédacteur en chef et éditeur du The Oregonian, est nommé par le président Franklin Roosevelt directeur du département intérieur de l'Office of War Information. Edwin Hoyt sert à l'Office of War Information pendant la Seconde Guerre mondiale de 1943 à 1945. En 1945 et 1946, il est correspondant à l'étranger pour The Denver Post (dont son père devient rédacteur en chef et éditeur en 1946) et l'agence United Press International, et il envoie des articles de Chine, Thaïlande, Birmanie, Inde, Moyen-Orient, Europe, Afrique du Nord et Corée.
Edwin Hoyt travaille ensuite en tant que journaliste pour ABC, chaîne pour laquelle il couvre, en 1948, la révolution en Tchécoslovaquie et le conflit israélo-arabe. De 1949 à 1951, il est rédacteur en chef de la page éditoriale au The Denver Post. Il est rédacteur en chef et éditeur du Colorado Springs Free Press de 1951 à 1955 et rédacteur en chef adjoint de Collier's Weekly à New York de 1955 à 1956. En 1957, il est producteur de télévision et scénariste-réalisateur à CBS et en 1958, éditeur assistant du magazine American Heritage (en) à New York.
À partir de 1958, Hoyt devient écrivain à plein temps, travaillant aussi toutefois à temps partiel, entre 1976 et 1980, comme maître de conférences à l'Université de Hawaii. Au cours des 40 années qui suivent la parution de son premier livre en 1960, il a publié près de 200 ouvrages. Bien qu'il soit l'auteur d'une vingtaine de romans (dont plusieurs publiés sous les pseudonymes de Christopher Martin ou Cabot L. Forbes), la majeure partie de son œuvre consiste en biographies, d'essais et autres ouvrage de non-fiction, avec un accent particulier sur l'histoire militaire de la Seconde Guerre mondiale.
Hoyt meurt à Tokyo le 29 juillet 2005, après une longue maladie. Il laisse derrière lui son épouse Hiroko, de Tokyo, et ses trois enfants, Diana, Helga et Christopher, qui résident tous aux États-Unis.

## Titres (sélection)
- Jumbos and Jackasses. NY: Doubleday (1960)
- One Penny Black: The Story of Stamp Collecting. Duell, Sloan & Pearce (1965)
- The House of Morgan. Dodd, Mead & Company (Library of Congress Catalog Card No. 66-24266) (1966)
- The Last Cruise of the Emden. London: Andre Deutsch (1967)
- The Army Without A Country. Macmillan: New York (1967)
- The American Attitude: The Story of the Making of Foreign Policy in the United States. Abelard (1970)
- Leyte Gulf: The Death of the Princeton. Lancer Books (1972)
- Raider Wolf: The Voyage of Captain Nerger, 1916 - 1918. NY: Paul S. Eriksson, Inc. (1974)
- Blue Skies and Blood: The Battle of the Coral Sea. VT: Eriksson (1975)
- U-Boats Offshore: When Hitler Struck America. NY: Stein & Day (1978)
- Guerilla: Colonel von Lettow-Vorbeck and Germany's East African Empire. Macmillan (1981)
- The Pusan Perimeter. NY: Stein and Day (1984)
- On To The Yalu. NY: Stein and Day (1984)  (ISBN 0-8128-2977-8)
- Japan's War: The Great Pacific Conflict, 1853 to 1952. NY: McGraw (1986)
- Hitler's War (1988)  (ISBN 0-07-030622-2)
- The GI's War: The Story of American Soldiers in Europe in Ww II. McGraw-Hill (May 1988)
- The Rise of the Chinese Republic. McGraw-Hill (1989)  (ISBN 0-07-030619-2)
- Hirohito: The Emperor and the Man. NY: Praeger (1992)  (ISBN 978-0-275-94069-0); OCLC 23766658
- Angels of Death" Goering's Luftwaffe. NY: Forge (1994)
- Mussolini's Empire: The Rise and Fall of the Fascist Vision. NY: John Wiley & Sons (1994)
- Inferno: The Firebombing of Japan, March 9 – August 15, 1945. Madison Books (2000)  (ISBN 978-1-56833-149-2)
- The Last Kamikaze: The Story of Admiral Matome Ugaki. NY: Praeger (2008)  (ISBN 978-0-313-36065-7)